# Aneflomorpha gracilis
Aneflomorpha gracilis es una especie de escarabajo longicornio del género Aneflomorpha, tribu Elaphidiini, subfamilia Cerambycinae. Fue descrita científicamente por Linsley en 1935.

## Descripción
Mide 11-18 milímetros de longitud.

## Distribución
Se distribuye por México.